# منجبي أوغندي
منجبي أوغندي (الاسم العلمي: Lophocebus ugandae) (بالإنجليزية: Ugandan mangabey)‏ هو نوع من الحيوانات يتبع جنس السعدان المنجبي المتوج من فصيلة سعادين العالم القديم.